# Route principale 12 (Suisse)
Pour les articles homonymes, voir H12 et Route 12.
La Route principale 12 est une route principale suisse reliant Vevey, au bord du lac Léman, à Bâle, au bord du Rhin, en passant par Fribourg, Berne et Soleure.

## Parcours
- Vevey
- Corseaux
- Corsier-sur-Vevey
  - Pont sur l'
- Chardonne
- Jongny 193 vers Bossonnens
  - limite Vaud / Fribourg
- Châtel-Saint-Denis  151 vers Oron-la-Ville, 156 vers Romont–Lucens
- Semsales
- Vaulruz , 154 vers Oron-la-Ville, 156
- Vuadens

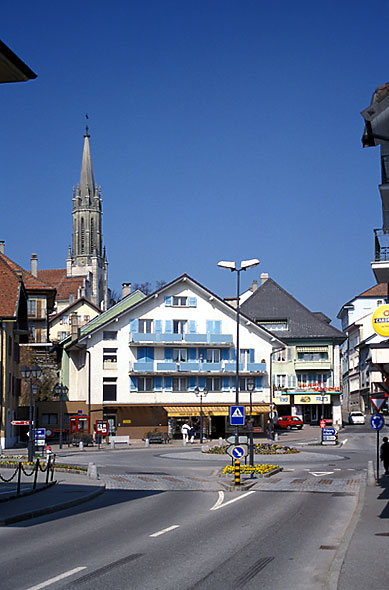
La H12 au centre de Châtel-Saint-Denis

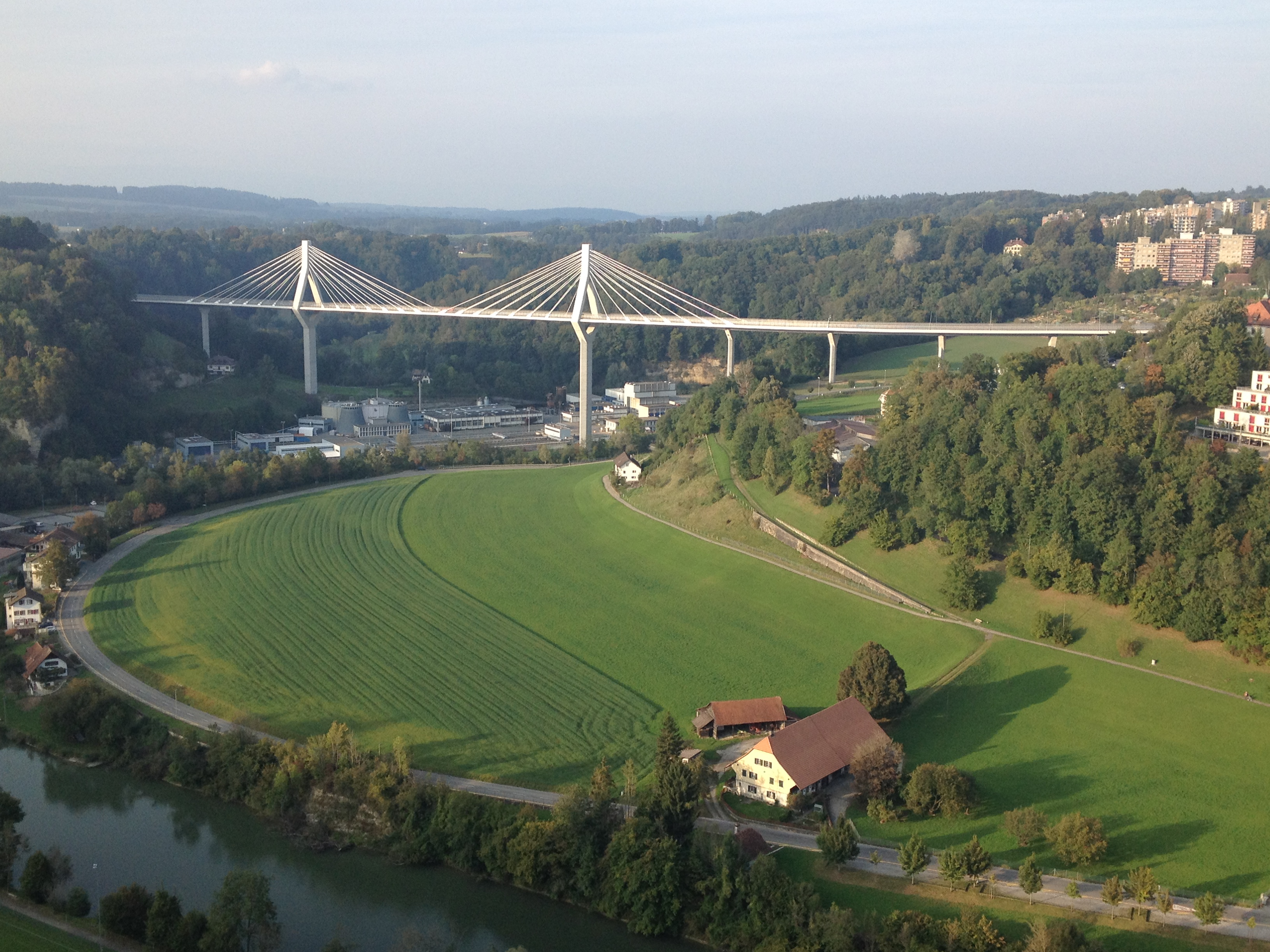
Le pont de la Poya enjambant la Sarine à Fribourg. Depuis l'inauguration de ce pont en 2014, le trajet de la H12 a été modifié en Ville de Fribourg.

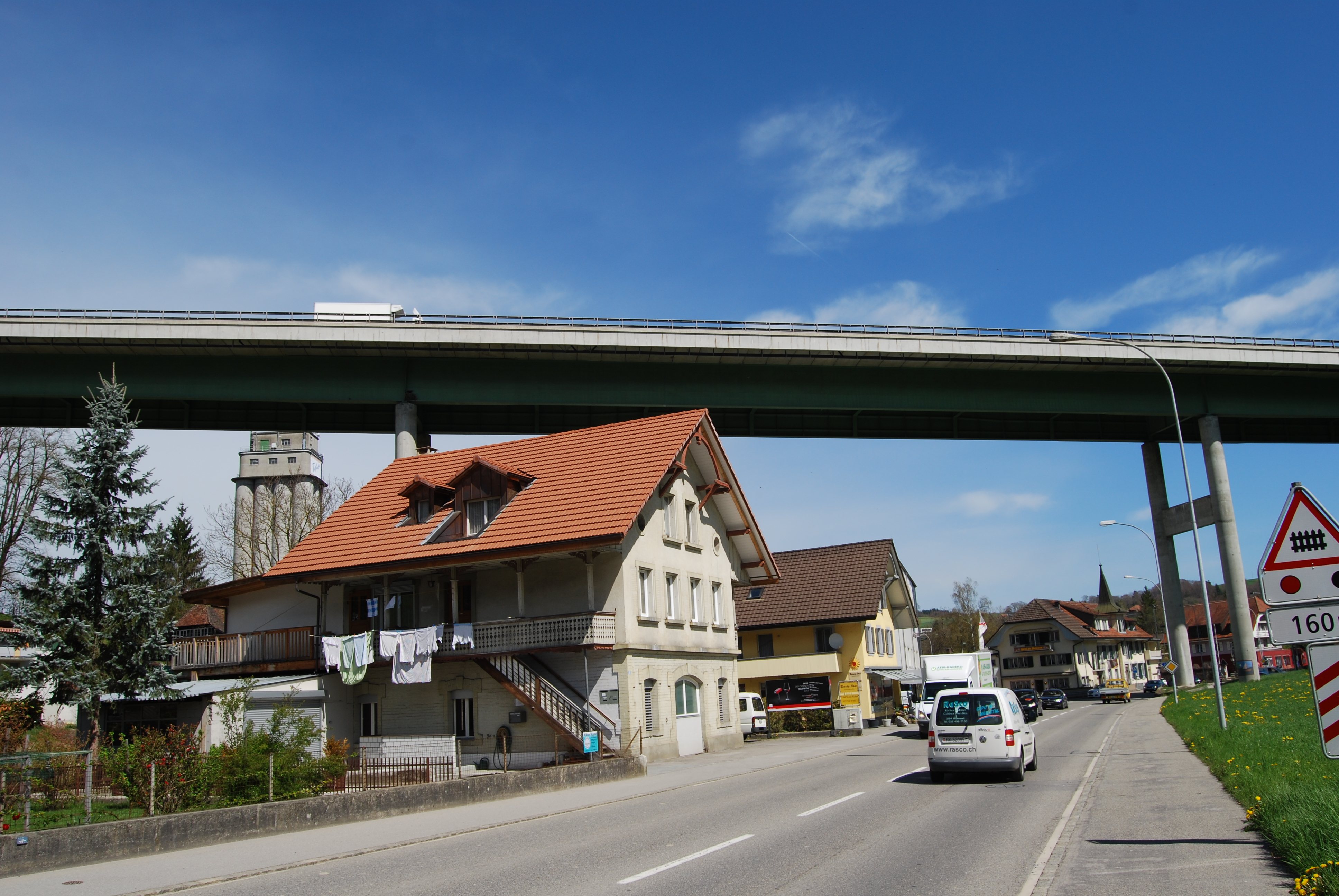
La H12 et le viaduc de la A12 à Flamatt

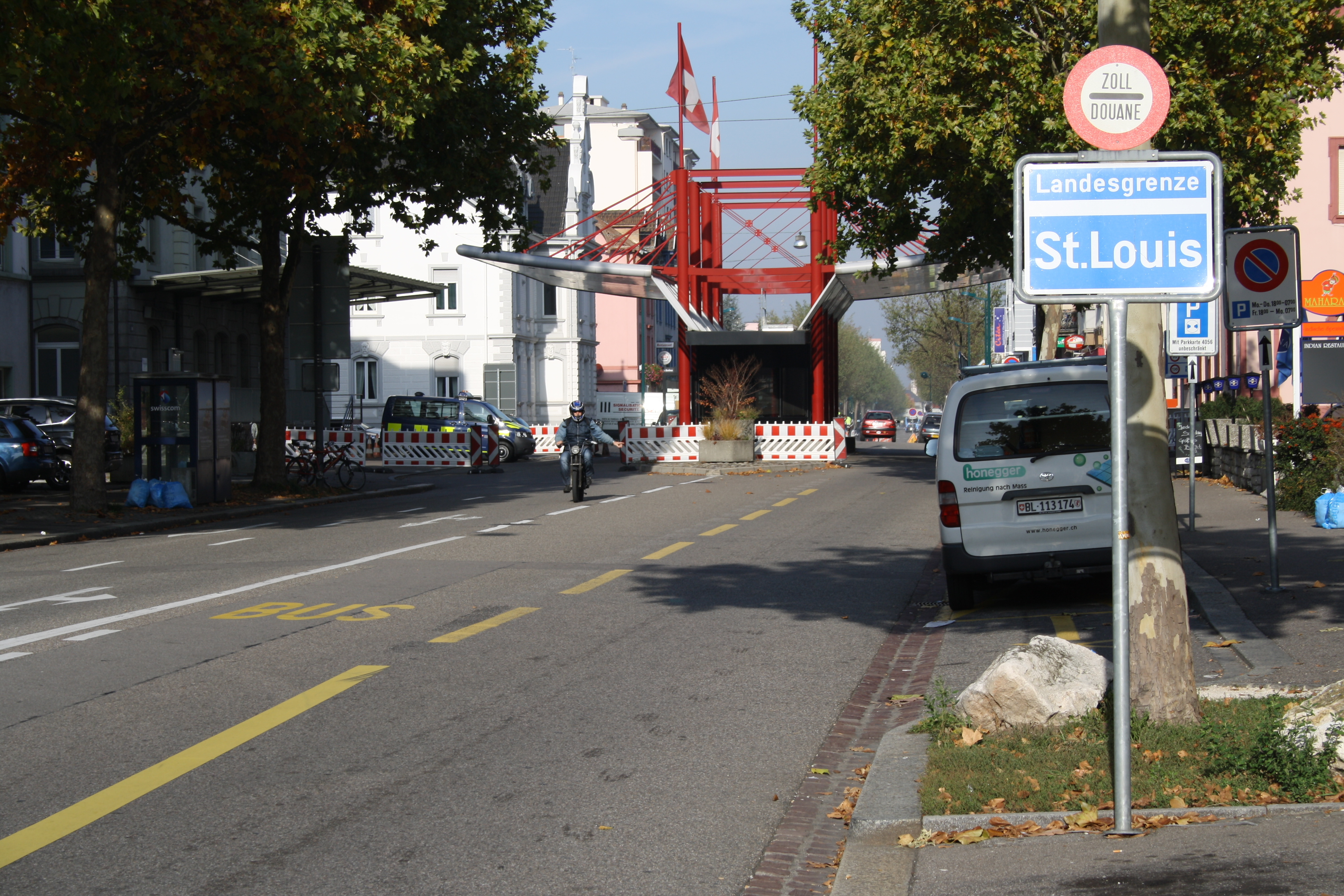
Douane de Saint-Louis à Bâle

- Tonçon commun avec le contournement de Bulle H189
- Bulle  189 Broc–Jaun
- Riaz  192 vers Corbières
- Echarlens
- Vuippens
- Pont-en-Ogoz (Le Bry)
- Farvagny
- Corpataux
- Posieux
- Matran (bretelle de liaison)  181.1 vers Avry–sur–Matran (181)
  - Pont sur la Glâne
- Villars-sur-Glâne
- Fribourg  155 vers Chénens–Romont–Bouloz–Oron-le-Châtel, 157 vers Belfaux–Grolley–Payerne, 178 vers Giffers–Plasselb–Plaffeien, 180 Marly–La Roche–Botterens–Bataille, 181 vers Prez-vers-Noréaz–Payerne (N1), Fribourg 182 vers Courtepin–Murten, 183 vers Tafers–Heitenried–Schwarzenburg–Riggisberg–()
- Givisiez
- Le Bourg (Fribourg)
  - Pont de la Poya sur la Sarine
- Schoenberg (Fribourg)
- Schmitten
- Wünnewil
- Flamatt 
  - Pont sur la Singine, limite Fribourg / Berne
- Neuenegg
- Berne       
  - Pont sur l'Aar
- Worblaufen
- Zollikofen
- Moosseedorf
- Urtenen-Schönbühl
- Jegenstorf
- Grafenried
- Fraubrunnen
- Schalunen
- Bätterkinden
  - limite Berne / Soleure
- Lohn-Ammannsegg
- Biberist
  - Pont sur l'Aar
- Soleure    269
- Feldbrunnen-Sankt Niklaus
- Riedholz
- Flumenthal
- Attiswil
- Wiedlisbach
- Oberbipp
- Niederbipp
- Oensingen
- Balsthal
- Holderbank
  - limite Soleure / Bâle-Campagne
- Langenbruck
  - Col de l'Oberer Hauenstein
- Waldenburg
- Oberdorf
- Niederdorf
- Hölstein
- Bubendorf
- Liestal
- Frenkendorf
- Füllinsdorf
- Pratteln
- Muttenz 
  - limite Bâle-Campagne / Bâle-Ville
- Bâle     273
- (Douane de Saint-Louis)
- (Haut-Rhin, France)